# Molophilus (Molophilus) melanakon
Molophilus (Molophilus) melanakon is een tweevleugelige uit de familie steltmuggen (Limoniidae). De soort komt voor in het Oriëntaals gebied.